# جوادیه (خمین)
جوادیه (خمین)، روستایی از توابع بخش کمره شهرستان خمین در استان مرکزی ایران است.

## جمعیت
این روستا در دهستان چهارچشمه قرار دارد و براساس سرشماری مرکز آمار ایران در سال ۱۳۸۵، جمعیت آن ۵۷۴ نفر (۱۶۲خانوار) بوده‌است.